# Salva (football)
Pour les articles homonymes, voir Salva.
Salvador Mammana Neto plus familièrement connu sous le diminutif de Salva (né le 15 septembre 1952) est un ancien joueur de football brésilien qui évolua, entre autres, en France et en Belgique.

## Biographie
Salvador Salva Neto est un des tout premiers Brésiliens à prendre part aux compétitions de football professionnel ou semi-professionnel en Belgique.
Attaquant de pointe, il débute, en 1964, dans son pays natal dans les équipes d'âge du Clube Atlético de São Paulo, avant de passer pro.
Il s'illustre principalement avec l'Eendracht Alost qui milite à l'époque en D3 belge, dont il est, désormais, considéré comme une des "Légendes". Il aide le cercle est-flandrien à revenir dans l'antichambre de l'élite et y manque de peu la montée en Division 1 belge. Il totalise cinq saisons pour les "Oignons" avec lesquels il remporte le titre de meilleur buteur de la D2 belge en 1981, avant d'y terminer sa carrière un an plus tard.
Avant de rejoindre Alost, il passe deux saisons avec le Crossing Schaerbeek où il totalise 29 buts, et une saison à l'US Dunkerque (11 buts).

## Palmarès
- 1x fois champion de Division 3 belge: 1976.